# Rádio Bandeirantes Porto Alegre
Rádio Bandeirantes Porto Alegre é uma emissora de rádio brasileira sediada em Porto Alegre, capital do estado do Rio Grande do Sul. Opera na frequência FM 94,9 MHz, e é uma emissora própria da Rádio Bandeirantes, fazendo parte do Grupo Bandeirantes de Comunicação. Seus estúdios estão localizados na Tecnopuc, da PUC-RS, no bairro Partenon, juntamente com os demais veículos do Grupo Bandeirantes no Rio Grande do Sul, e seus transmissores estão localizados no alto do Morro da Polícia.

## História

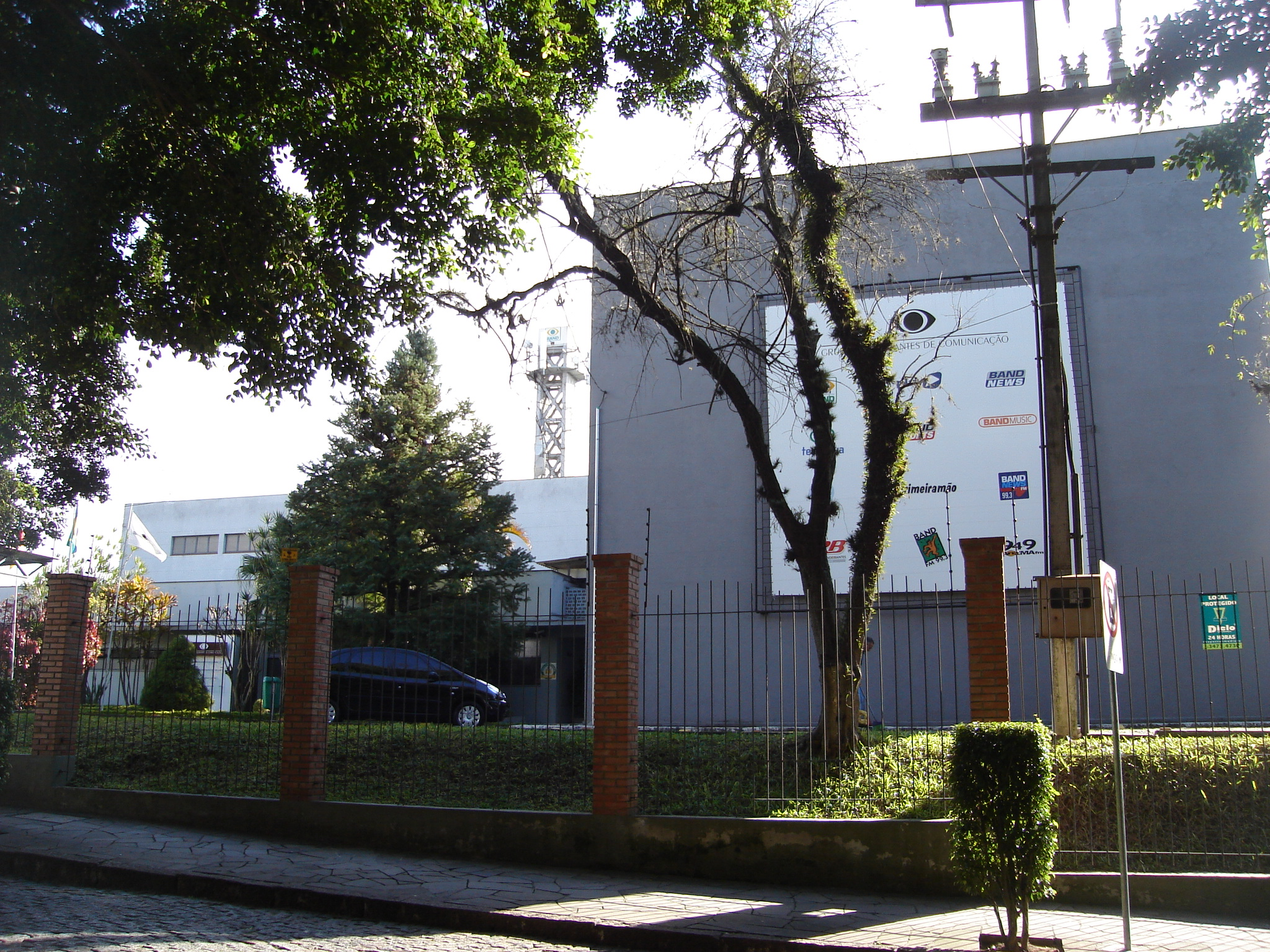
Antiga sede da estação de rádio, no bairro Santo Antônio, em Porto Alegre, entre os anos 40 até 2024.

A Rádio Difusora Porto-Alegrense foi inaugurada em 27 de outubro de 1934 pelos frades capuchinhos, num movimento de expansão missionária do projeto de evangelização da Igreja católica proposto pelo Papa Pio XI na Encíclica Rerum ecclesiae. Os frades venderam-na para o Grupo Bandeirantes em 1980. 
Os primeiros estúdios da estação foram instalados na Casa Coates, que vendia refrigeradores e outros eletrodomésticos. A cerimônia de inauguração aconteceu num sábado à noite, no Bar Florida, e o primeiro locutor foi Cardoso Neto. As transmissões, inicialmente, aconteciam das 10h às 18h e das 19h em diante. 
Para os atos inaugurais foram convidados, e compareceram, Carlos Thompson Flores Neto, diretor regional dos Correios e Telégrafos; Oscar de Paula Soares, chefe de operações telegráficas; Lourival Alcântara, chefe-técnico do serviço de rádio-telégrafo; Francisco Louzada, chefe da estação telegráfica do palácio do governo; e Ivo Bandeira e Ernane Rushel, que representaram a Rádio Gaúcha, a outra emissora da cidade, então.
Em 1943, num domingo, às 20h, foi a primeira rádio gaúcha a transmitir uma radionovela produzida no Rio Grande do Sul. O Solar dos Alvarenga, de Érico de Carvalho Cramer, contava a história de uma poderosa e aristocrática família em decadência. Passando-se no interior do estado, mostrava o conflito entre o comendador Carlos Alvarenga, representante da tradição, e seus netos, vivendo entre a modernidade e amores proibidos.
Desde 2010, a emissora lidera a Rede Band SAT Sul, com dezenas de emissoras integrantes espalhadas pelo interior do Rio Grande do Sul, Santa Catarina, Paraná e Mato Grosso do Sul para a transmissão dos jogos da Dupla Grenal. Desde 28 de agosto de 2011, no clássico Grenal, as jornadas da Band AM também são transmitidas pela Ipanema FM passando a adotar desde então o nome Jornada Esportiva Band-Ipanema. Em 18 de janeiro de 2014, a Jornada Band-Ipanema passou a ser ouvida também pela BandNews FM Porto Alegre. Em 1.º de fevereiro de 2015, as jornadas esportivas começam a ser ouvidas apenas na BandNews FM Porto Alegre
A programação de esportes da emissora, até 2011, estivera sob o comando da empresa Sidon, que pertence ao ex-dirigente do Sport Club Internacional Luiz Fernando Záchia. Após envolvimentos de Záchia em crimes na época em que fora secretário no governo estadual, porém, o Grupo Bandeirantes contratou a equipe que é, desde então, 100% própria.
Em 18 de maio de 2015, a Rádio Bandeirantes passou a ter o seu sinal transmitido em FM na frequência 94,9, substituindo a Ipanema FM, que atualmente é uma web rádio.
Em 2 de junho de 2021, a Rádio Bandeirantes deixou de ser transmitida na frequência 640 AM, mantendo apenas a 94,9 FM. O seu antigo sinal passou a transmitir à Play FM Porto Alegre.
Em 11 de março de 2024, o Grupo Bandeirantes no Rio Grande do Sul transferiu sua sede do histórico endereço no bairro Santo Antônio, onde ficou desde o início de suas operações em 1980, e que abrigou a rádio desde os anos 40, para o  Parque Científico e Tecnológico da PUC-RS, a Tecnopuc. Neste dia, tanto a Rádio Bandeirantes quanto a BandNews FM estrearam estúdios novos.